# خوان سیمون ادموندسون
خوان سیمون ادموندسون (انگلیسی: Jóan Símun Edmundsson؛ زادهٔ ۲۶ ژوئیهٔ ۱۹۹۱) بازیکن فوتبال اهل دانمارک است.
از باشگاه‌هایی که در آن بازی کرده‌است می‌توان به باشگاه فوتبال هاونر بولتفلاگ، باشگاه فوتبال نیوکاسل یونایتد، باشگاه فوتبال گیتزهد، باشگاه فوتبال وایکینگ، باشگاه فوتبال وایله بلدکلوب، و باشگاه فوتبال ادنسه اشاره کرد.
وی همچنین در تیم‌های ملی فوتبال زیر ۱۷ سال، زیر ۱۹ سال، زیر ۲۱ سال و بزرگسالان جزایر فارو بازی کرده‌است.